# Нозыга
Нозыга — река в России, протекает по Фурмановскому, Приволжскому и Родниковскому районам Ивановской области. Устье реки находится в 131 км от устья Тезы по правому берегу. Длина реки составляет 32 км, площадь водосборного бассейна — 163 км².
Река начинается у деревни Олюково в 10 км к юго-востоку от города Фурманов неподалёку от канала Волга-Уводь. В верхнем течении течёт на северо-восток, протекает деревни Спас-Нозыга и Головино, ниже течёт по заболоченному урочищу Щукинские Луга. В среднем течении около примыкающих друг к другу деревень Васильчинино и Сараево поворачивает на юг. В нижнем течении протекает деревню Исаево и впадает в Тезу ниже посёлка Каминский.

## Данные водного реестра
По данным государственного водного реестра России относится к Окскому бассейновому округу, водохозяйственный участок реки — Клязьма от города Ковров и до устья, без реки Уводь, речной подбассейн реки — бассейны притоков Оки от Мокши до впадения в Волгу. Речной бассейн реки — Ока.
Код объекта в государственном водном реестре — 09010301112110000033297.